# Pouze
Pouze é uma comuna francesa na região administrativa de Occitânia, no departamento de Alta Garona. Estende-se por uma área de 3,82 km². Em 2010 a comuna tinha 90 habitantes (densidade: 23,6 hab./km²).